# Pierre Neurrisse
 (février 2019).
Si vous disposez d'ouvrages ou d'articles de référence ou si vous connaissez des sites web de qualité traitant du thème abordé ici, merci de compléter l'article en donnant les références utiles à sa vérifiabilité et en les liant à la section « Notes et références ».
Pierre Neurisse (1914-1995) est un réalisateur, scénariste et producteur de cinéma français.

## Biographie
Pierre Neurisse, né le 3 juillet 1914 à Nantes, entre à la télévision en 1954. Il est l'un des premiers réalisateurs d'émissions-débats animées par Pierre Corval (Face à l'opium, 1954-1956). Il meurt à Paris le 31 mai 1995.

## Filmographie
Réalisateur
- 1967 : Quand la liberté venait du ciel (feuilleton télévisé) (scénariste et réalisateur)
- 1968 : Gorri le diable (feuilleton télévisé)
- 1969 : Agence Intérim (série télévisée)
- 1982 : L'Écarteur[4]

Producteur
- 1970 : Le Dernier Homme de Charles L. Bitsch
- 1971 : Ça de Pierre-Alain Jolivet
- 1972 : La Nuit bulgare de Michel Mitrani
- 1974 : Un homme qui dort de Bernard Queysanne
- 1974 : Sérieux comme le plaisir de Robert Benayoun
- 1975 : Paulina s'en va d'André Téchiné
- 1976 : Un animal doué de déraison de Pierre Kast
- 1976 : Le Diable au cœur de Bernard Queysanne